# Violator
Violator és el novè disc (el setè de material nou) del grup de pop electrònic Depeche Mode. Va sortir a la venda el març de l'any 1990. Gràcies a dos dels grans senzills de la banda, aquest àlbum els va conduir a l'estrellat internacionalment.

## Informació
Estilísticament, l'àlbum combina la base fortament electrònica que els havia caracteritzat fins aleshores amb un major protagonisme de les guitarres (continuant la tendència insinuada al seu anterior treball, Music for the Masses), com en el cas dels dos primers senzills, "Personal Jesus" i "Enjoy the Silence". L'èxit del disc va ser fulgurant: ajudat per l'expectació creada pels dos senzills editats (de fet, "Personal Jesus" havia esdevingut el maxi-single més venut de la seva discogràfica), en poc temps Violator arribà al número 2 de les llistes britàniques d'àlbums i entrà al Top 10 del Billboard americà. La col·laboració de Flood en la producció i de François Kevorkian en les mescles va donar com a resultat un disc que és considerat per bona part dels seguidors i de la crítica com la seva millor obra. El 2010 s'havien superat els 15 milions de còpies venudes de l'àlbum, mantenint-se així com el disc més venut del grup internacionalment. L'any 2003 fou inclòs en la posició 342 de la Llista dels 500 millors discs de tots els temps segons Rolling Stone i la cançó "Personal Jesus" aparegué en la posició 368 de la Llista de les 500 millors cançons de tots els temps segons Rolling Stone.
Comparat amb Music for the Masses, aquest disc és més obscur però sense arribar als extrems de Black Celebration, i fins i tot minimalista. El disc conté referències puntuals d'estils musicals com l'electro ("World in My Eyes") o fins i tot moments que recorden al rock en alguns temes com "Sweetest Perfection" o "Clean"; a més, també inclou balades com la sensual "Blue Dress" o "Waiting for the Night", una peça molt tranquil·la i relaxada.
Per promocionar el disc, Depeche Mode iniciaren una nova gira mundial, anomenada World Violation Tour, que fou una de les més reeixides. L'encarregat de l'aspecte estètic i visual del grup va ser Anton Corbijn, que a més de dirigir els vídeos dels senzills editats, també confeccionà la portada de l'àlbum i la posada en escena en directe, enfortint així una relació que havia començat tres anys enrere.
Com tots els altres àlbums, Violator fou remasteritzat i rellançat durant l'any 2006. Aquesta publicació incloïa les sis cares B dels senzills ("Dangerous", "Memphisto", "Sibeling", "Kaleid", "Happiest Girl" i "Sea of Sin"), material extra i un documental, titulat Depeche Mode 1989–90 (If You Wanna Use Guitars, Use Guitars), que supera la mitja hora de duració i que mostra les evolucions de Depeche Mode durant aquest període junt a entrevistes amb col·laboradors del grup com Daniel Miller, Flood, François Kevorkian o Anton Corbijn. També s'hi inclouen imatges d'una signada d'autògrafs que havia de realitzar-se en una botiga de Los Angeles, però que hagué de cancel·lar-se degut a la gran quantitat de gent que s'hi acumulà (més de 10.000 persones), que feu témer per la integritat física dels membres del grup. El 2007 van publicar una edició "deluxe" en vinil.

## Llista de cançons

### LP / K7 Stumm 64
Cara A
| Núm. | Títol                   | Durada |
| ---- | ----------------------- | ------ |
| 1.   | «World in My Eyes»      | 4:25   |
| 2.   | «Sweetest Perfection»   | 4:42   |
| 3.   | «Personal Jesus»        | 4:24   |
| 4.   | «Halo»                  | 4:31   |
| 5.   | «Waiting for the Night» | 6:05   |

Cara B
| Núm. | Títol               | Durada |
| ---- | ------------------- | ------ |
| 6.   | «Enjoy the Silence» | 6:14   |
| 7.   | «Policy of Truth»   | 4:53   |
| 8.   | «Blue Dress»        | 5:41   |
| 9.   | «Clean»             | 5:28   |

### CD Stumm 64
| Núm.          | Títol                   | Durada |
| ------------- | ----------------------- | ------ |
| 1.            | «World in My Eyes»      | 4:25   |
| 2.            | «Sweetest Perfection»   | 4:42   |
| 3.            | «Personal Jesus»        | 4:24   |
| 4.            | «Halo»                  | 4:31   |
| 5.            | «Waiting for the Night» | 6:05   |
| 6.            | «Enjoy the Silence»     | 6:14   |
| 7.            | «Policy of Truth»       | 4:53   |
| 8.            | «Blue Dress»            | 5:41   |
| 9.            | «Clean»                 | 5:28   |
| Durada total: | Durada total:           | 47:02  |

### Mute: DM CD 7 (CD/SACD + DVD) / CDX STUMM 64 (CD/SACD)
El disc 1 és híbrid SACD/CD, mentre el disc 2 és un DVD que inclou Violator en format DTS 5.1, Dolby Digital 5.1 i PCM Stereo [48 kHz/24bits], amb temes extra.
| Núm. | Títol                   | Durada |
| ---- | ----------------------- | ------ |
| 1.   | «World in My Eyes»      | 4:25   |
| 2.   | «Sweetest Perfection»   | 4:42   |
| 3.   | «Personal Jesus»        | 4:24   |
| 4.   | «Halo»                  | 4:31   |
| 5.   | «Waiting for the Night» | 6:05   |
| 6.   | «Enjoy the Silence»     | 6:14   |
| 7.   | «Policy of Truth»       | 4:53   |
| 8.   | «Blue Dress»            | 5:41   |
| 9.   | «Clean»                 | 5:28   |

| 10. | «Dangerous»                | 4:22 |
| 11. | «Memphisto»                | 4:03 |
| 12. | «Sibeling»                 | 3:18 |
| 13. | «Kaleid»                   | 4:18 |
| 14. | «Happiest Girl» (Jack Mix) | 4:58 |
| 15. | «Sea of Sin» (Tonal Mix)   | 4:46 |

| 1. | «Depeche Mode 89-91 (If You Wanna Use Guitars, Use Guitars)» (vídeo) | 32:28 |

## Posicions en llistes
| Llista (1990)                | Posició | Certificació |
| ---------------------------- | ------- | ------------ |
| Alemanya                     | 2       | Platí        |
| Australian ARIA Albums Chart | 42      |              |
| Canadà                       | 5       | 2x Platí     |
| Espanya                      | 93      |              |
| França                       | 1       | Platí        |
| Itàlia                       | 2       |              |
| UK Albums Chart              | 2       | 3x Platí     |
| US Billboard 200             | 7       | Or           |

## Dades
- Depeche Mode: David Gahan, Martin Gore, Andrew Fletcher, Alan Wilder.
- Temes escrits per Martin Gore.
- Temes cantats per David Gahan, excepte "Sweetest Perfection" i "Blue Dress" (cantats per Martin Gore) i les cares B "Memphisto", "Sibeling" i "Kaleid", que són instrumentals.
- Nils Tuxen col·laborà en la cançó "Clean" amb una guitarra pedal steel.
- Produït per Depeche Mode i Flood.
- Temes mesclats per François Kevorkian, excepte "Enjoy the Silence", mesclat per Daniel Miller i Flood.
- Enregistrat i mesclat a Logic Studios (Milà), Puk Studios (Dinamarca), The Church (Londres), Master Rock Studios (Londres) i Axis Studios (Nova York).
- Enginyers de so: Pino Pischetola, Peter Iversen, Steve Lyon, Goh Hotoda, Alan Gregorie, Dennis Mitchell, Phil Legg.
- Assistents: Daryl Bamonte, Dick Meany, David Browne, Mark Flannery, Ricky.
- Disseny de portada: Anton Corbijn i Area.

## Informació addicional
- Entre els instruments que el grup utilitzà per construir el so de l'àlbum, els més usats foren l'Emulator III i l'E-max II.
- L'àlbum conté dos interludis, anomenats "Interlude #2: Crucified" (amb la veu distorsionada i alentida d'Andy Fletcher dient Crucified), situat entre "Enjoy the Silence" i "Policy of Truth", i "Interlude #3", situat entre "Blue Dress" i "Clean". Aquests interludis no apareixen al llistat de temes del disc.
- El tema "Personal Jesus" ha estat versionat per diversos artistes; entre ells, Marilyn Manson. A més, apareix samplejat als temes "Beware of the Dog" (de Jamelia) i "Reach Out (and Touch Me)", de Hillary Duff.
- "Enjoy the Silence" fou versionat per Mike Shinoda, membre del grup Linkin Park, per a la recopilació Remixes 81-04.